# Liste der Naturdenkmäler in Aldein
Die Liste der Naturdenkmäler in Aldein (italienisch Aldino) enthält die sieben als Naturdenkmal ausgewiesenen Objekte auf dem Gebiet der Gemeinde Aldein in Südtirol.
Basis ist das im Internet einsehbare offizielle Verzeichnis der Naturdenkmäler in Südtirol (Stand: 23. Januar 2015). Dabei kann es sich um botanische, geologische oder hydrologische Naturdenkmäler handeln. Die Reihenfolge in dieser Liste orientiert sich an der ID, alternativ ist sie auch nach dem Namen sortierbar.

## Liste
| Foto |                 | Name                                    | Standort                      | Beschreibung                                  |
| ---- | --------------- | --------------------------------------- | ----------------------------- | --------------------------------------------- |
| BW   | Datei hochladen | Drei Linden beim Widumhof ID: 003_G01   | 46° 22′ 20″ N, 11° 21′ 16″ O  | Botanisches Naturdenkmal: Linde               |
| BW   | Datei hochladen | Linde beim Solderer Hof ID: 003_G02     | 46° 22′ 11″ N, 11° 20′ 13″ O  | Botanisches Naturdenkmal: Linde               |
| BW   | Datei hochladen | Zwei Linden beim Thalhof ID: 003_G03    | 46° 22′ 42″ N, 11° 21′ 27″ O  | Botanisches Naturdenkmal: Linde               |
|      | Datei hochladen | Edelkastanie beim Zollerhof ID: 003_G04 | Koordinaten fehlen! Hilf mit. | Botanisches Naturdenkmal: Kastanie            |
| BW   | Datei hochladen | Edelkastanie beim Lindhof ID: 003_G05   | 46° 21′ 0″ N, 11° 20′ 23″ O   | Botanisches Naturdenkmal: Kastanie            |
| BW   | Datei hochladen | Speierling in Karnol ID: 003_G06        | 46° 20′ 51″ N, 11° 19′ 0″ O   | Botanisches Naturdenkmal: Speierling          |
| ja   | Datei hochladen | Bletterbachschlucht ID: 003_G07         | 46° 21′ 40″ N, 11° 24′ 45″ O  | Geologisches Naturdenkmal: Gesteinsschichtung |

| Foto: | Fotografie des Naturdenkmals. Klicken des Fotos erzeugt eine vergrößerte Ansicht. Daneben finden sich zwei Symbole: |
| ID    | Identifikator bei der Abteilung Natur, Landschaft und Raumentwicklung der Südtiroler Landesverwaltung               |